# Gornje Selo, Črna gora
Gornje Selo je naselje v Črni gori, ki upravno spada pod občino Pljevlja.

## Demografija
| Pregled števila prebivalstva po letih | Pregled števila prebivalstva po letih | Pregled števila prebivalstva po letih | Pregled števila prebivalstva po letih | Pregled števila prebivalstva po letih | Pregled števila prebivalstva po letih | Pregled števila prebivalstva po letih | Pregled števila prebivalstva po letih | Pregled števila prebivalstva po letih |
| ------------------------------------- | ------------------------------------- | ------------------------------------- | ------------------------------------- | ------------------------------------- | ------------------------------------- | ------------------------------------- | ------------------------------------- | ------------------------------------- |
| 1948                                  | 1953                                  | 1961                                  | 1971                                  | 1981                                  | 1991                                  | 2003                                  | 2011                                  | 2023                                  |
| 104                                   | 120                                   | 114                                   | 116                                   | 89                                    | 77                                    | 40                                    | 76                                    | 65                                    |